# Potongmun
Potongmun hay Phổ Thông môn là khu phức hợp bên trong của tường thành Bình Nhưỡng. Ban đầu nó được xây dựng vào thế kỷ 6 như là một công trình chính của Cao Câu Ly và sau đó được xây dựng lại vào năm 1473. Phần đế của nó sử dụng đá granit bên trên là một đình lâu hai tầng. Đình lâu của cổng đã bị phá hủy bởi các cuộc ném bom của Mỹ trong cuộc tàn phá Bình Nhưỡng trong Chiến tranh Triều Tiên, nhưng sau đó đã được xây dựng lại vào năm 1955. Phổ Thông môn đã được xếp hạng là Quốc bảo Triều Tiên số 3.